# Универзитет у Барселони
Универзитет у Барселони (кат. Universitat de Barcelona, шп. Universidad de Barcelona) је државни универзитет у Барселони. Са 63.000 студената, један је од највећих универзитета у Шпанији. Основан 1450. године, један је од најстаријих универзитета у Каталонији. Сматра се једним од најбољих универзитета у Шпанији.